# St. Johannes-Hospital Varel
Das St. Johannes-Hospital Varel ist eine Einrichtung des Landkreises Friesland und dient der medizinischen Grundversorgung der Region Varel in Niedersachsen.

## Geschichte

### 19. Jahrhundert
Die Klinik in Varel wurde in den späten 1860er Jahren gegründet. Damals brauchten besonders die vielen Arbeiter in Fabriken und Ziegeleien ein Krankenhaus, denn den Ärzten fehlten Krankenpflegekräfte.
Nach längerer Zeit wurde das Problem gelöst, denn das Mutterhaus der Barmherzigen Schwestern in Münster schickte einige Krankenschwestern nach Varel. Bei der Finanzierung eines zukünftigen Krankenhauses gab es keine staatlichen und kommunalen Hilfen. Nur durch Spenden, Haussammlungen und Kollekten gelang es schließlich, ein Haus an der Ecke Bahnhof-/Holzbergstraße zu mieten. 
Dieses erste Krankenhaus versorgte auch viele Patienten aus den benachbarten Regionen Brake, Westerstede und Wilhelmshaven. Daher wurde 1869 ein zweistöckiges Haus in der Neuen Straße gekauft und als Krankenhaus umgebaut. Nach der Gründung eines Kuratoriums erhielt das Hospital die Rechtsform einer katholischen, milden Stiftung, die allerdings weiter auf Haussammlungen und Spenden angewiesen war. 
Wegen einer Pockenepidemie musste eine Isolierstation gebaut werden. Dort wurden die betroffenen Patienten mit den beteiligten Krankenschwestern eingeschlossen und bekamen ihre Verpflegung durch ein kleines Fenster hineingereicht. Ein neues Gebäude mit 80 Betten entstand 1888 an der Stelle des heutigen Hospitals.

### 20. Jahrhundert
Auf Beschluss des Kuratoriums wurde die Klinik wesentlich erweitert. Im Zweiten Weltkrieg diente das Krankenhaus als Lazarett der Wehrmacht. Erst 1945 bekam das Hospital wieder seine ursprüngliche Funktion als Zivilkrankenhaus. Durch den Kauf weiterer Gebäude vergrößerte sich die Anzahl der Betten schrittweise von 188 auf 220 im Jahr 1950.
1953 wurde die DRK-Frauenklinik integriert und durch staatliche und kommunale Hilfen finanziell unterstützt. Durch die Nutzung von drei Gebäuden, im Einzelnen vom Marien-Haus, vom Elisabeth-Stift und vom Johannes-Stift, wuchs das Krankenhaus auf 265 Betten. Ein neuer Behandlungsflügel und ein zusätzliches Bettenhaus waren 1967 fertig. In den Jahren 1968 bis 1971 mussten alle Gebäude saniert und eine Intensivpflegeabteilung aufgebaut werden.
Im Rahmen eines Strukturwandels wurden die Kapazitäten von anderen Krankenhäusern in den Nachbarregionen vergrößert und die Anzahl der Betten in Varel auf 170 verkleinert. Dadurch konnten die Funktionen eines Unfallschwerpunktkrankenhauses gefestigt sowie die Grund- und Regelversorgung der Bevölkerung in der Region sichergestellt werden.
1997 gründeten die Kuratorien der Stiftungen St. Marien und St. Johannes eine gemeinnützige GmbH. Dabei hatte das Wohn- und Pflegezentrum St. Marien-Stift 70 Heimplätze und das St. Johannes-Hospital 150 geförderte Planbetten.

### 21. Jahrhundert
Die Funktionsbereiche der Klinik wurden 2006/2007 saniert und modernisiert. 2016 endete die konfessionelle Bindung des St. Johannes-Hospitals und blieb nur noch im traditionellen Namen des Krankenhauses bestehen. Unter dem Dach der „Friesland Kliniken“ firmierten das Nordwest-Krankenhaus Sanderbusch sowie das Hospital in Varel. Aber 2020 verloren die  Krankenhäuser ihre Eigenständigkeit und bildeten durch die Fusion die Friesland Kliniken gGmbH.
Zusammen mit dem Nordwest-Krankenhaus Sanderbusch wurde das St. Johannes-Hospital Varel ein Akademisches Lehrkrankenhaus der Universität Oldenburg (European Medical School). In der Gegenwart bietet das Krankenhaus mit 155 Betten eine wohnortnahe Grund- und Regelversorgung vor allem der Bevölkerung im Landkreis Friesland. Jährlich werden rund 7.500 Patienten stationär und mehr als 10.500 ambulant von rund 60 Ärzten und ca. 160 Pflegekräften behandelt (Stand: 8. November 2023).

## Abteilungen
Das St. Johannes-Hospital Varel umfasst die nachfolgend aufgeführten Medizinischen Kliniken und Facharzt-Praxen zur Medizinischen Versorgung (Stand: Januar 2025).

### Medizinische Kliniken
- Klinik für Innere Medizin (mit der Gastroenterologie, Kardiologie und Hämatologie / Onkologie)
- Klinik für Chirurgie (mit der Allgemein- und Viszeralchirurgie, Gefäßchirurgie, Unfallchirurgie und orthopädischen Chirurgie)
- Klinik für Gynäkologie / Geburtshilfe (mit jährlich ca. 890 Geburten)
- Klinik für Anästhesie
- Klinik für Geriatrie
- Klinik für Intensivmedizin

### Medizinische Versorgungszentren
- Praxis für Chirurgie
- Praxis für Frauenheilkunde
- Praxis für Gastroenterologie
- Praxis für Hämatologie / internistische Onkologie
- Praxis für Kardiologie
- Praxis für Kinder- und Jugendmedizin
- Praxis für Neurochirurgie